# كياثون ذابل
كياثون ذابل (الاسم العلمي:Cyathea marcescens) هو نوع غير مؤكد من النباتات يتبع جنس الكياثون من الفصيلة الكياثونية.